# Кім Ген Хі
Кім Ген Хі (кор. 김경희, 金敬姫; нар.. 30 травня 1946) — північнокорейська державна і політична діячка, генерал армії, членкиня Політбюро ЦК Трудової партії Кореї, донька Кім Ір Сена, була одним із найвпливовіших політиків країни в період після смерті Кім Чен Іра.

## Життєпис

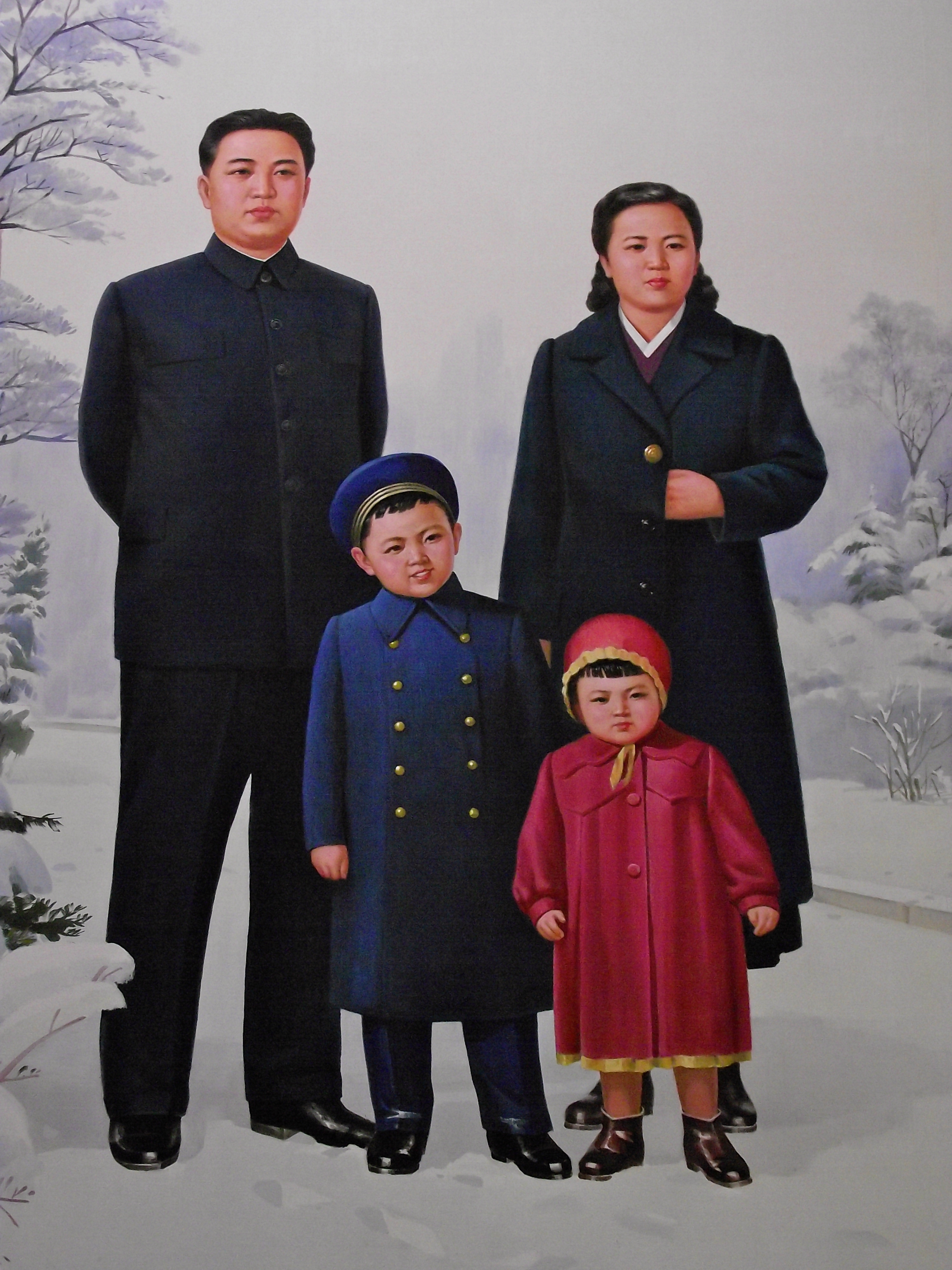
Портрет Кім Ген Хі з матір'ю Кім Чен Сук, батьком Кім Ір Сеном та братом Кім Чен Ір

Народилася 1946 року в Пхеньяні, остання дитина від шлюбу Кім Ір Сена та його першої дружини Кім Чен Сук. Під час Корейської війни деякий час жила в провінції Цзілінь (КНР), після війни повернулася до Пхеньяна разом зі старшим братом — Кім Чен Іром. У 1963 році вступила до університету імені Кім Ір Сена, де вивчала політичну економію, в 1966 році продовжила навчання у Вищій партійній школі імені Кім Ір Сена, а в 1968 році почала навчання у МДУ. У 1972 році вийшла заміж за Чан Сон Тхека.
Політична кар'єра Кім Ген Хі почалася в 1971 році з посади в Спілці демократичних жінок Кореї, в 1975 році вона була переведена на посаду заступника директора Відділу міжнародних зв'язків Трудової партії Кореї та призначена першим заступником директора в 1976 році. У цей період КНДР встановила дипломатичні відносини з низкою країн, а також вступила в ООН, і одним із завдань Кім Ген Хі був підбір кваліфікованих дипломатичних кадрів.
У 1988 році Кім Ген Хі була обрана членом ЦК ТПК та начальником Відділу легкої промисловості ЦК. З 1990 року — депутат Верховних народних зборів. Вважається, що вона зробила істотний внесок у вироблення економічної політики країни в період голоду 1995—1999 років після смерті Кім Ір Сена.
Згадки про Кім Ген Хі, так само як і про її чоловіка Чан Сон Тхек, зникли з північнокорейських ЗМІ в 2003 році, що зазвичай інтерпретується як їхня тимчасова опала. За свідченням японських ЗМІ, в 2004 році Кім Ген Хі лікувалася в Парижі від алкоголізму. При цьому, якщо Чан Сон Тхек повернувся до політичного життя в 2007 році, то Кім Ген Хі не з'являлася на публіці до 2009 році, але з цього часу грає в політиці КНДР все більш помітну роль, супроводжуючи Кім Чен Іра на багатьох офіційних заходах. За даними південнокорейських джерел, вона працювала як особистий помічник Кім Чен Іра. За заявою газети « Токіо сімбун», Кім Ген Хі керує сімейним бізнесом Кімів, до якого входять видобуток золота, цинку та антрациту, а також контрабанда опіуму, героїну та амфетамінів.
27 вересня 2010 року було оголошено, що Кім Ген Хі присвоєно звання генерала Корейської народної армії, одночасно того ж звання був удостоєний молодший син Кім Чен Іра — Кім Чен Ин. Через день, на 3-й конференції Трудової партії Кореї (ТПК), Кім Ген Хі була обрана членом Політбюро ЦК ТПК. На 4-й конференції ТПК (11 квітня 2012 року) її обрано Секретарем ЦК ТПК.
У 2010 році в Пхеньяні було відкрито ресторан фаст-фуду, що належить особисто Кім Ген Хі. Оскільки гамбургери вважаються в КНДР «їжею імперіалістів», гамбургери у цьому ресторані називають не гамбургерами, а «фарш та хліб». Це перший ресторан гамбургерів у Пхеньяні, що працює на умовах франшизи.
Після смерті Кім Чен Іра у 2011 році влада в країні формально перейшла до його молодшого сина Кім Чен Ина, але, за оцінкою О. Ланькова, за формального керівництва Кім Чен Ина реальна влада в КНДР належала неофіційній «регентській раді», яку очолює Чан Сон Тхек та Кім Ген Хі.
8 грудня 2013 року чоловік Кім Ген Хі — Чан Сон Тхек був зміщений з усіх партійних і державних постів, заарештований, звинувачений у державній зраді та організації змови з метою захоплення влади та підданий суду військового трибуналу і за вироком 12 грудня 2013 року страчений.
Після цього з громадського простору зникла також Кім Ген Хі, а про її подальшу долю немає ніяких достовірних відомостей. Протягом трьох років з'являлися відомості, що не мали жодного підтвердження (головним чином, з південнокорейських ЗМІ, які не відповідають репутації надійних джерел) про те, що вона або покінчила життя самогубством, або була арештована і утримується в тюрмі чи навіть страчена, або померла внаслідок природних причин (від інсульту, раку мозку тощо). У північнокорейських ЗМІ ім'я Кім Ген Хі довгий час взагалі не згадувалося.
Лише 26 січня 2020 року Корейське центральне інформаційне агентство повідомило, що Кім Ген Хі разом з іншими вищими керівниками держави була присутня на концерті на честь Нового року за місячним календарем в Театрі «Самчжіон».

## Родина
- Батько — Кім Ір Сен (1912—1994) — засновник КНДР та її перший керівник.
- Мати — Кім Чен Сук (1917—1949) — партійний та державний діяч КНДР.
- Брат — Кім Чен Ір (1942—2011) — керівник КНДР у 1994—2011 роках.
- Чоловік — Чан Сон Тхек (1946—2013) — завідувач Організаційного відділу ЦК Трудової партії Кореї[12], розстріляний.
- Донька — Чан Гим Сон (1977—2006) — працювала в орговідділі ЦК ТПК. Навчалася в Парижі, відмовилася повернутися до Пхеньяна і наклала на себе руки у вересні 2006 року після того, як її батьки не прийняли стосунки з її молодим чоловіком[13].

## Нагороди
Указом Президії Верховного народного зібрання від 9 лютого 2012 року Кім Ген Хі було нагороджено разом з іншими офіційними особами Орденом Кім Чен Іра.